# 锡拉陨击坑

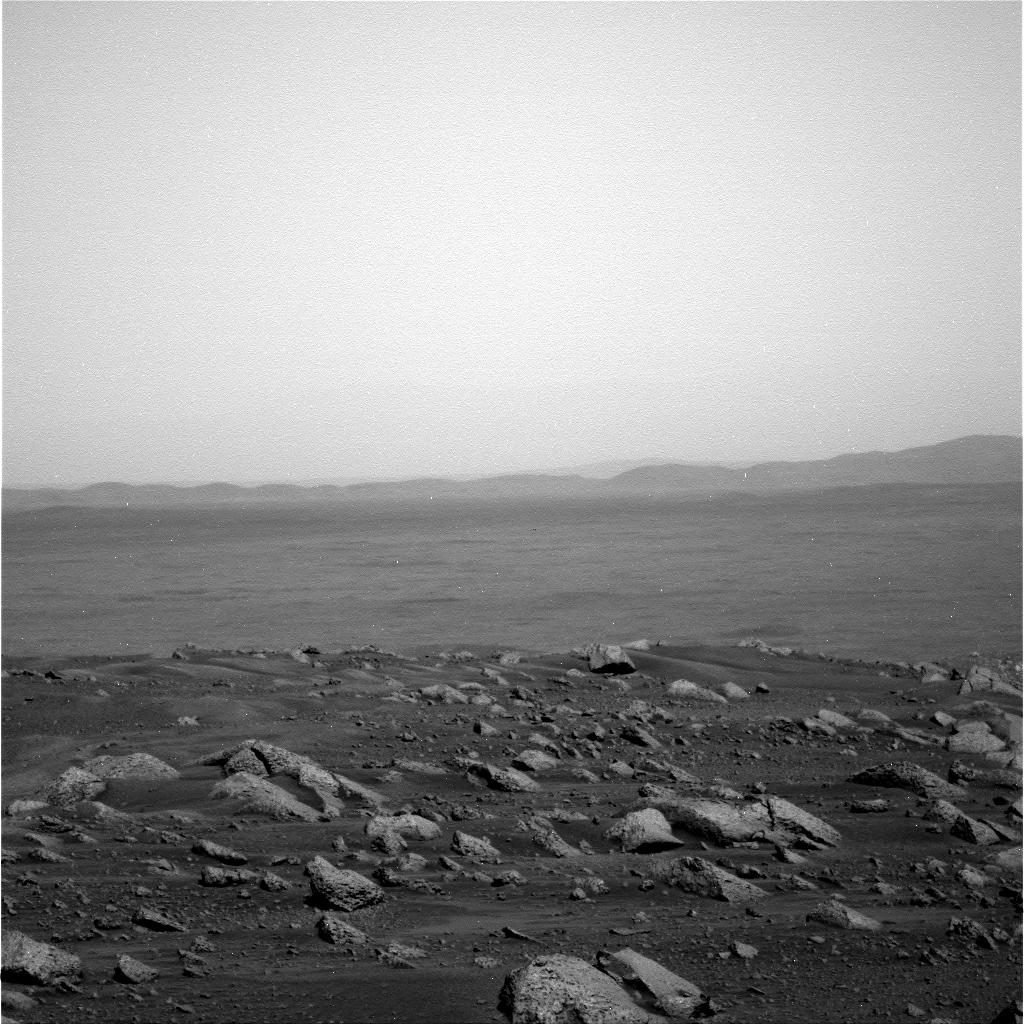
勇气号漫游车从赫斯本德山顶看到的锡拉陨击坑边缘。

锡拉陨击坑（Thira）是火星门农尼亚区的一座小撞击坑，它坐落在更大的古瑟夫撞击坑内，中心坐标位于南纬14.47度、西经175.98度处，直径21.84公里（13.57英里）。该特征取名自希腊圣托里尼岛上的费拉镇，1997年被国际天文联合会行星系统命名工作组批准接受。
锡拉陨击坑位于美国宇航局勇气号漫游车着陆点以东约20公里处，从勇气号拍摄的照片中，可看到远处该陨坑的边缘。